# Suinzona bergeali
Suinzona bergeali – gatunek chrząszcza z rodziny stonkowatych i podrodziny Chrysomelinae.
Gatunek ten opisany został w 2011 roku przez Mauro Daccordiego i Ge Siqina na podstawie parki okazów. Epitet gatunkowy nadano na cześć Michela Bergéala.
Chrząszcz o błyszczącym ciele długości od 5,2 do 5,4 mm i szerokości od 3 do 3,6 mm. Ubarwiony spiżowo z czarnymi oczami i rudobrązowymi: odnóżami, czułkami, aparatem gębowym i spodem ciała. Głowa o ciemieniu i czole prawie niepunktowanych. Punktowanie przedplecza dwojakie: grube i rozproszone punkty, a między nimi jeszcze delikatniejsze. W tylnych kątach przedplecza brak trichobotriów, a jego boczne krawędzie są faliste. Rzędy na pokrywach przy szwie i po bokach regularne, a pośrodku nieregularne. Wyrostek przedpiersia połyskujący. Zapiersie wąskie, z przodu obrzeżone. Nieco bocznie zakrzywiony edeagus ma kotwicowaty wierzchołek z wcięciem przed jego bocznym kątem. Flagellum w kształcie wydłużonej, szerokiej płytki z haczykowatym wierzchołkiem. Samica ma sierpowatą spermatekę.
Owad znany tylko z Parku Narodowego Kangding Mogecuo w Syczuanie, w Chinach.